# ظل شاه
«ظِلِ شاه» (انگلیسی: Zill-e-Shah) فیلمی پاکستانی به کارگردانی شان شاهید است که در سال ۲۰۰۸ منتشر شد. از بازیگران آن می‌توان به شان شاهید اشاره کرد.